# الجيش البحريني الملكي
الجيش البحريني الملكي هو القوات البرية لقوة دفاع البحرين. قوة الجيش الحالي هو 6 آلاف شخص برئاسة اللواء خليفة بن عبد الله آل خليفة.

## التشكيلة
يتكون الجيش من 3 ألوية وكتيبتين:
- اللواء المدرع 1
  - 2 كتيبة مدرعة
  - 1 كتيبة ريكون
- 1 لواء مشاة ميكانيكي
  - 2 مشاة ميكانيكي
  - 1 كتيبة مشاة
- 1 لواء المدفعية
  - 6 بطارية مدفعية
- 1 كتيبة دفاع جوي
- 1 كتيبة قوات خاصة

## المعدات
الجيش البحريني الملكي لديه مزيج من عملية شراء معدات في عقد 1970 وأوائل عقد 1990. يقومون حاليا بتحديث بعض المعدات للجيش. معظم المشتريات في الماضي كانت من الولايات المتحدة أو بريطانيا.

### المدرعات الثقيلة
| الكمية | النوع/الموديل                      | الأصل            | التفاصيل                                       |
| ------ | ---------------------------------- | ---------------- | ---------------------------------------------- |
| 25     | مركبة مشاة قتالية مدرعة            | هولندا           | نوع هولندي من مركبة مشاة قتالية مدرعة الأمريكي |
| 180    | إم-60 باتون باتون الدبابة القتالية | الولايات المتحدة |                                                |
| 110    | ناقلة الجنود المدرعة إم-113        | الولايات المتحدة |                                                |
| 110    | ناقلة الجنود المدرعة بانهارد إم3   | فرنسا            |                                                |
| 22     | مركبات ريكون بانهارد أيه إم إل     | فرنسا            |                                                |
| 10     | ساكسون                             | المملكة المتحدة  | تم شراؤها في عقد 1980                          |

### المدفعية
| الكمية | النوع/الموديل                               | الأصل            | التفاصيل           |
| ------ | ------------------------------------------- | ---------------- | ------------------ |
| 13     | 203 مليمتر إم110 مدفعية ذاتية الحركة هاوتزر | الولايات المتحدة |                    |
| 18     | ام 198 هاوتزر عيار 155 مم                   | الولايات المتحدة |                    |
| 8      | إل 118 بندقية خفيفة عيار 105 مم             | المملكة المتحدة  |                    |
| 9      | راجمة صواريخ أم 270                         | الولايات المتحدة |                    |
| 15     | بي جي إم-71 تاو                             | الولايات المتحدة |                    |
| 18     | إف آي إم 92أيه ستينغر                       | الولايات المتحدة |                    |
| 15     | مدفع أويرليكون الثنائي عيار 35 مم           | سويسرا           | وحدات جي دي إف 005 |
| 12     | بوفورز عيار 40 مم                           | السويد           |                    |
| 60     | آر بي إس 70                                 | السويد           |                    |
| 7      | صاروخ كروتال                                | فرنسا            |                    |
| 8      | إم آي إم-23 هوك                             | الولايات المتحدة |                    |

### الأسلحة
| الكمية | النوع/الموديل       | الأصل            | التفاصيل |
| ------ | ------------------- | ---------------- | -------- |
| ?      | بندقية إم 16        | الولايات المتحدة |          |
| ?      | بندقية إم-4 القصيرة | الولايات المتحدة |          |
| ?      | باريت إم82          | الولايات المتحدة |          |
| ?      | إم بي 5             | ألمانيا          |          |

معدات إضافية على النظام من قبل الجيش فيما يلي:
| الكمية | النوع/الموديل                 | الأصل            | التفاصيل                |
| ------ | ----------------------------- | ---------------- | ----------------------- |
| 60     | إف جي أم-148 جافلن            | الولايات المتحدة | 180 صاروخ               |
| 6      | العربة المدرعة نمر1           | عمان             |                         |
| ?      | المدرعة القتالية أوتوكار أرما | تركيا            | 63.2 مليون دولار أمريكي |
|        | 9إم133 كورنت                  | روسيا            |                         |

حولت معدات للتقاعد في عقد 1950 وعقد 1960:
| الكمية | النوع/الموديل                 | الأصل           | التفاصيل |
| ------ | ----------------------------- | --------------- | -------- |
| 10     | المصفحة القتالية دايملر فيريت | المملكة المتحدة |          |
| 10     | ألفيس صلاح الدين              | المملكة المتحدة |          |